# Лерум
Лерум (на шведски: Lerum) е град в югозападната част на Швеция, лен Вестра Йоталанд. Главен административен център на едноименната община Лерум. Разположен е около река Севеон. Намира се на около 390 km на югозапад от столицата Стокхолм и на около 20 km на североизток от центъра на лена Гьотеборг. Има жп гара. Населението на града е 16 855 жители според данни от преброяването през 2010 г.